# Procópio de Antioquia
Procópio (em latim: Procopius) foi um oficial bizantino do século VI, ativo no reinado do imperador Anastácio I (r. 491–518). Era nativo de Antioquia. Antes de 507, serviu como comerciário. Em 507, sucedeu Basílio como conde do Oriente, que fugiu devido aos tumultos provocados em sua cidade natal pelas facções do hipódromo. Foi ineficiente na condução da situação e foi obrigado a fugir da cidade quando os revoltosos atacaram sua base. Foi sucedido por Ireneu Pentadiastes.